# Nhạc cho Thánh lễ Cầu siêu
Nhạc cho Thánh lễ Cầu siêu hay còn gọi là thánh lễ Missa cầu cho các linh hồn là một thể loại nhạc tôn giáo. Các tác phẩm thuộc thể loại này thường mang tính chất u ám, đầy giông bão. Tất cả các bản Requiem nổi tiếng nhất đều được viết bằng tiếng Latinh.

## Tên gọi[1]
Requiem là từ đầu tiên trong cụm từ tiếng Latin Requiem aeternam dona eis, Domine (tiếng Việt: Xin Chúa ban cho họ sự an nghỉ vĩnh hằng). Cụm từ này ám chỉ phần introit, tức là phần khai lễ của Hội Thánh Công giáo La Mã. 

## Nội dung
Trong phần này, chúng tôi xin trình bày lời của từng nội dung trong bộ nhạc lễ theo lễ quy ngoại thường (Extraordinario ordo) do thánh giáo hoàng Gioan XIII (Ioannes XIII) ban hành vào năm 1962, tức bộ lễ quy trước công đồng Vaticanô II. 
| Phần                                            | Nguồn                                                 | Tiếng Latinh | Tiếng Việt |
| ----------------------------------------------- | ----------------------------------------------------- | --- | --- |
| Ca nhập lễ (Introitus)                          | Câu đầu: 04 Ét-ra 02: 2,3 Câu sau: Thánh vịnh 64: 2,3 | Réquiem ætérnam dona eis, Dómine: et lux perpétua lúceat eis. (Ps 64:2-3) Te decet hymnus, Deus, in Sion, et tibi reddétur votum in Jerúsalem: exáudi oratiónem meam, ad te omnis caro véniet. | Lạy Chúa, xin cho các linh hồn được an nghỉ đời đời và được hưởng ánh sáng ngàn thu. Từ núi Sion, chúng con ca tụng Chúa. Trong đền Jêrusalem, phải dâng lễ vật tiến chúa. Xin nghe lời chúng con cầu, xin cho mọi người sẽ được về cùng Chúa. |
| Kinh thương xót (Kyrie)                         |                                                       | Kýrie Eléison, Christe Eléison, Kýrie Eléison | Xin Chúa thương xót chúng con! Xin Chúa Kitô thương xót chúng con! Xin Chúa thương xót chúng con! |
| Ca tâm niệm (Graduale)                          | Câu đầu: 04 Ét-ra 02: 2,3 Câu sau: Thánh vịnh 111:7   | Réquiem ætérnam dona eis, Dómine: et lux perpétua lúceat eis. (Ps. 111: 7) In memória ætérna erit justus: ab auditióne mala non timébit. | Lạy Chúa, xin cho các linh hồn được an nghỉ đời đời và được hưởng ánh sáng ngàn thu. Hình ảnh kẻ lành sẽ được ghi nhớ muôn đời và không sợ phải tiếng xấu. |
| Ca liên xướng (Tractus)                         |                                                       | Absólve, Dómine, ánimas ómnium fidélium defunctórum ab omni vínculo delictórum. Et grátia tua illis succurénte, mereántur evádere judícium ultiónis. Et lucis ætérnæ beatitúdine pérfrui. | Lạy Chúa, xin giải thoát mọi giáo hữu đã lìa trần thoát xiềng xích tội lỗi. Xin ban ơn giúp đỡ để họ thoát án phạt đời đời, và được hưởng hạnh phúc ánh sáng ngàn thu. |
| Ca tiếp liên (Sequentia)                        |                                                       | Dies iræ, dies illa, solvet sæclum in favilla: teste David cum Sibylla. Quantus tremor est futurus, quando Iudex est venturus, cuncta stricte discussurus! Tuba, mirum spargens sonum; per sepulchra regionum, coget omnes ante thronum. Mors stupebit, et natura, cum resurget creatura, judicanti responsura. Liber scriptus proferetur, in quo totum continetur, unde mundus iudicetur. Judex ergo cum sedebit, quidquid latet, apparebit: nil inultum remanebit. Quid sum miser tunc dicturus? Quem patronum rogaturus, cum vix iustus sit securus? Rex tremendæ maiestatis, qui salvandos salvas gratis, salva me, fons pietatis. Recordare, Iesu pie, quod sum causa tuæ viæ: ne me perdas illa die. Quærens me, sedisti lassus: redemisti Crucem passus: tantus labor non sit cassus. Juste Iudex ultionis, donum fac remissionis, ante diem rationis. Ingemisco, tamquam reus: culpa rubet vultus meus: supplicanti parce, Deus. Qui Mariam absolvisti, et latronem exaudisti, mihi quoque spem dedisti. Preces meæ non sunt dignæ: sed tu bonus fac benigne, ne perenni cremer igne. Inter oves locum præsta, Eet ab hædis me sequestra, statuens in parte dextra. Confutatis maledictis, flammis acribus addictis, voca me cum benedictis. Oro supplex et acclinis, cor contritum quasi cinis: gere curam mei finis. Lacrimosa dies illa, qua resurget ex favílla, judicandus homo reus: huic ergo parce, Deus: Pie Iesu Domine, dona eis requiem. Amen. | Ngày ấy, ngày nổi giận, ngày vũ trụ nát ra tro, theo lời Đavít và Sybilla. Ôi hãi hùng kinh khiếp, khi Đấng Thẩm phán đến, xét xử rất nghiêm ngặt! Tiếng loa vọng sửng sốt trên mồ mả khắp miền, bắt tựu trước Thẩm phán. Sự chết và tạo vật kinh hoàng, khi thụ sinh nổi dậy, trả lời Đấng Thẩm phán. Cuốn sách sẽ mở ra, trong đó ghi chép cả, trần gian cứ đó bị xét xử. Khi Thẩm phán ngự toà, mọi bí ẩn sẽ lộ ra, không chi không bị phạt. Khốn chưa, tôi biết nói gì? Biết kêu cầu ai bảo trợ? Kẻ lành còn chưa đứng vững! Lạy Vua cả oai nghi kính sợ, là Đấng cứu kẻ phải cứu, xin cứu con, hỡi nguồn ân ái! Ôi Giêsu nhân ái! Xin nhớ vì con, Chúa đã ra đời, xin đừng huỷ diệt con trong những ngày ấy. Chúa tìm con, Chúa ngồi mệt nhọc, để cứu con, Chúa đã chịu tử hình, xin đừng uổng phí công lênh ấy! Lạy Thẩm phán xét phạt chí công, xin ban ơn tha thứ tội khiên trước ngày con phải tham vấn. Con nên như tội nhân, tội làm con đỏ mặt, dám trông Chúa nhậm lời nhiêu dung kẻ nài xin. Chúa đã tha cho Magđalêna, đã nhận lời người trộm thống hối, xin cho con được lòng trông cậy. Lời nguyện cầu tuy không xứng đáng nhưng Chúa rất nhân từ bao dung, đừng để con để lửa hình thiêu đốt. Xin đặt con giữa đoàn chiên và biệt con khỏi bầy dê, cho con đứng bên phải Chúa. Sau khi phạt những người vô phúc bị thiêu trong lửa rực muôn đời, xin gọi con vào sổ hồng phúc. Con sấp mình kêu van tha thiết, lòng thống hối tan nát như tro, xin giúp con trong giờ sau hết. Ôi ngày ấy tràn đầy nước mắt, ngày tội nhân từ trong tro bụi, sẽ sống lại để chịu phán xét, xin Chúa thứ tha. Lạy Giêsu lân tuất! Xin cho các linh hồn được an nghỉ muôn đời. Amen. |
| Ca dâng lễ (Offertorium)                        |                                                       | Dómine Jesu Christe, Rex glóriæ, líbera ánimas ómnium fidélium defunctórum de pœnis inférni, et de profúndo lacu: líbera eas de ore leónis, ne absórbeat eas tártarus, ne cadant in obscúrum: sed sígnifer sanctus Míchaël repræséntet eas in lucem sanctam: Quam olim Ábrahæ promisísti, et sémini ejus. Hóstias et preces tibi, Dómine, laudis offérimus: tu súscipe pro animábus illis, quarum hódie memóriam, fácimus: fac eas, Dómine, de morte transíre ad vitam. Quam olim Ábrahæ promisísti, et sémini ejus. | Lạy Chúa Giêsu Kitô, Vua vinh hiển, xin cứu các linh hồn mọi giáo hữu đã lìa trần, được thoát hình khổ hỏa ngục, thoát vực sâu vô tận. Xin cứu họ thoát miệng sư tử, đừng để họ bị vùi dập trong vực thẳm, đừng để họ sa chốn tối tăm, nhưng xin cho thánh Micae cầm cờ đưa họ vào ánh sáng, ánh sáng Chúa đã hứa cho Abraham và con cháu Người. Xin Chúa nhận lễ vật và lời ca tụng chúng con dâng, để chỉ cho những linh hồn mà chúng con cầu nguyện. Xin cho họ từ cõi chết trở về nguồn sống, nguồn sống Chúa đã hứa ban cho Abraham và con cháu Người. |
| Thánh, Thánh, Thánh (Sanctus, sanctus, sanctus) |                                                       | Sanctus, Sanctus, Sanctus. Dominus Deus Sabaoth. Pleni sunt cæli et terra gloria tua. Hosanna in excelsis. Benedictus qui venit in nomine Domini. Hosanna in excelsis. | Thánh, thánh, thánh! Chúa là Thiên Chúa các đạo binh. Trời đất đầy vinh quang Chúa. Hoan hô Chúa trên các tầng trời. Chúc tụng đấng ngự đến nhân danh Chúa. Hoan hô Chúa trên các tầng trời. |
| Chiên Thiên Chúa (Agnus Dei)                    |                                                       | Agnus Dei, qui tollis peccata mundi, dona eis requiem. Agnus Dei, qui tollis peccata mundi, dona eis requiem. Agnus Dei, qui tollis peccata mundi, dona eis requiem sempiternam. | Lạy Chiên Thiên Chúa, Đấng xóa tội trần gian, xin cho các linh hồn họ được an nghỉ. Lạy Chiên Thiên Chúa, Đấng xóa tội trần gian, xin cho các linh hồn họ được an nghỉ. Lạy Chiên Thiên Chúa, Đấng xóa tội trần gian, xin cho các linh hồn họ được an nghỉ đời đời. |
| Ca hiệp lễ (Communio)                           |                                                       | Lux ætérna lúceat eis, Dómine: Cum Sanctis tuis in ætérnum: quia pius es. Réquiem ætérnam dona eis, Dómine: et lux perpétua lúceat eis. Cum Sanctis tuis in ætérnum: quia píus es. | Lạy Chúa, xin chiếu ánh sáng đời đời cho các linh hồn ấy cùng với các thánh trên chốn đời đời, vì Chúa là Đấng hay thương xót. Lạy Chúa, xin cho các linh hồn được nghỉ yên đời đời và được hưởng ánh sáng ngàn thu cùng với các thánh trên chốn đời đời, vì Chúa là Đấng hay thương xót. |

Tuy không nằm trong nội dung thánh lễ, được trình bày trong sách lễ Rôma 1962 (Missale Romanum) nhưng hai bài ca (antiphona) sau được ghi trong sách nghi thức Rôma (Rituale Romanum) và thường nằm trong bộ nhạc lễ và cũng được một số nhà soạn nhạc đem vào bộ nhạc lễ của mình. Trong đó, ca Libera nos được xướng ngay sau khi kết thúc thánh lễ cầu siêu và bài ca In paradisum được hát trong lễ di quan (sau khi quan tài được mang khỏi nhà thờ).
| Phần         | Nguồn | Tiếng Latinh | Tiếng Việt |
| ------------ | ----- | --- | --- |
| Libera nos   |       | Libera me, Domine, de morte æterna, in die illa tremenda. Quando cœli movendi sunt et terra. Dum veneris iudicare sæculum per ignem. Tremens factus sum ego, et timeo, dum discussio venerit, atque ventura ira. Quando cœli movendi sunt et terra. Dies illa, dies iræ, calamitatis et miseriæ, dies magna et amara valde. Dum veneris judicare sæculum per ignem. Requiem æternam dona eis, Domine: et lux perpetua luceat eis. | Lạy Chúa, xin cứu con khỏi sự chết đời đời trong ngày tăm tối ấy. Khi bầu trời cùng mặt đất đều dời đổi, khi Ngài đến phán xử nhân gian trong lửa rực. Con run rẩy và hãi hùng khi khấu đầu dưới công đường và sự thịnh nộ đang đến khi trời đất chấn động muôn nơi. Ngày ấy, khắc thịnh nộ, tai ương và thống khổ, giờ cay đắng lớn lao tột cùng khi Ngài đến xét xử cõi trần thế trong lửa lớn. Lạy Chúa, xin cho các linh hồn được yên nghỉ và xin chiếu ánh sáng đời đời đến linh hồn họ. |
| In paradisum |       | In paradisum deducant te angeli; in tuo adventu suscipiant te martyres, et perducant te in civitatem sanctam Jerusalem. Chorus angelorum te suscipiat, et cum Lazaro quondam paupere æternam habeas requiem. | Xin thiên thần dắt lối người về thiên đàng, xin chư vị tử đạo đón chào khi người đến và dẫn người về thánh thành Giêrusalem. Xin đoàn thiên thần tiếp người cùng Ladarô, người bần hàn, xin người hãy yên giấc nghìn thu. |

## Lịch sử[1]

### Thời kỳPhục hưng
Bản requiem sớm nhất mà còn tồn tại cho đến bây giờ là tác phẩm của Johannes Ockeghem. Tác phẩm này được sáng tác vào khoảng năm 1470. Bản requiem này không có cấu trúc như nhiều bản requiem nổi tiếng hơn, chỉ gồm 4 phần. Ngoài ra người ta còn lưu giữ được 41 bản requiem sau thời đại của Ockeghem, thuộc cuối thời kỳ âm nhạc Phục hưng. Các bản requiem này có một đặc điểm chung dễ thấy, đó là chúng không có phần Sequence (tức là phần bắt đầu bằng cụm từ Dies irae, dies illa).

### Thời kỳ âm nhạc Baroque
Ở thời kỳ này, đáng chú ý là các bản requiem của Giovanni Battista Bassani, Maurizio Cazzati, Johann Kaspar Kerll, Johann Stadlmayr và Lodovico Grossi da Viadana.

### Thời kỳ âm nhạc Cổ điển
Đáng chú ý nhất ở thời kỳ này là bản Requiem cung Rê thứ, K. 626 của Wolfgang Amadeus Mozart. Đây là bản requiem có quy mô lớn đầu tiên với các nhạc cụ trong dàn nhạc giao hưởng. Đây là bản requiem nổi tiếng đầu tiên cho ta thấy được cấu trúc rộng lớn hơn của thể loại này (cấu trúc mà ta biết như bây giờ).

### Thế kỷ XIX
Đây là thế kỷ mà requiem đã chứng kiến nhiều biến đổi và đây cũng là lúc requiem phát triển nhất. Luigi Cherubini, một nhà soạn nhạc Pháp gốc Ý, đã mở rộng thành phần biểu diễn thể loại nhạc tôn giáo này. Sau thời của Cherubini, có nhiều phong cách biểu diễn hơn: Có người lựa chọn sử dụng dàn nhạc và dàn hợp xướng lớn (Hector Berlioz và Giuseppe Verdi); có người cổ điển hơn, theo truyền thống của Cherubini (Franz Liszt, Anton Bruckner, Camille Saint-Saëns và Antonín Dvořák); lại có trường hợp đề cao tính ca xướng và sự giản dị (Gabriel Fauré). Johannes Brahms, với bản Requiem Đức của mình, đã vượt qua khuôn mẫu của một bản requiem đúng nghĩa.

### Thế kỷ XX
Ở thời kỳ này, có hai bản requiem nổi tiếng hơn cả. Bản thứ nhất là của Maurice Duruflé với các phẩm chất mà Fauré mang lại cho tác phẩm cùng thế loại. Bản thứ hai là của Benjamin Britten, nhà soạn nhạc xuất sắc người Anh. Thay vì chỉ có tiếng Latin, Britten đã kết hợp khéo léo lời ca Latin với lời thơ về chiến tranh của Wilfred Owen. 

## Cấu trúc[1]
Một bản requiem mà theo cấu trúc hiện nay ta biết gồm có các phần:
- Introit
- Kyrie
- Grandual (bắt đầu bằng Requiem aeternam) và Tract (bắt đầu bằng Absolve, Domine)
- Sequence (bắt đầu bằng Dies irae, dies illa)
- Offertory (bắt đầu bằng Domine Iesu Christe)
- Sanctus và Benedictus
- Agnus Dei
- Communion (bắt đầu bằng Lux aeterna)

## Một số bản requiem nổi tiếng
Dưới đây là một số nhà soạn nhạc có các bản requiem nổi tiếng:
- Ockeghem
- Victoria
- Gilles
- Campra
- Zelenka
- Michael Haydn
- Mozart
- Salieri
- Cherubini
- Berlioz
- Bruckner
- von Suppé
- Brahms
- Verdi
- Dvořák
- Fauré
- Delius
- Duruflé
- Britten
- Stravinsky
- Schnittke
- Penderecki
- Ligeti
- Lloyd Webber
- Rutter
- Henze
- Rouse
- Jenkins

## Âm thanh

### Mozart
| Bản requiem của Mozart, phần Sanctus |  |
|                                      |  |
|                                      |  |